# Gsm-mast
Een gsm-mast (officiële aanduiding base transceiver station) is een mast die de antennes draagt die deel uitmaken van een gsm-netwerk. Er bestaan verschillende uitvoeringen; sommige masten worden staande gehouden met spankabels, andere staan op zichzelf. Sommige worden helemaal ingepakt, zodat het kleine torens lijken of gecamoufleerd als boom. Gsm-antennes worden ook wel aan andere hoge constructies, zoals hoogspanningsmasten of kerktorens bevestigd zodat er geen aparte mast nodig is. De eigenaar van deze constructie krijgt er een vergoeding voor.
In veel gevallen delen meerdere netwerkoperatoren dezelfde mast, met verschillende antennes. Dit vermindert de milieuhinder, en vermindert de stedebouwkundige impact.

## Andere apparatuur
Naast de mast, en de antennes, staat er ook een Base Transceiver Station (BTS) die zorgt voor de communicatie met andere componenten van het (vaste) mobiele netwerk, en voor de sturing van de radio-apparatuur. De meeste van de bijna half miljoen gsm-masten in Europa hebben anderzijds een back-up batterij die ongeveer 30 minuten lang de mobiele antennes ondersteunt. Bij een langdurige stroompanne kan het mobiele netwerk dan uitvallen.

## Invloed op de gezondheid
In recente jaren is er vrij veel onderzoek gedaan naar eventuele gezondheidseffecten van de straling die rond gsm- en UMTS-masten aanwezig is. Diverse onderzoeken geven geen eenduidigheid m.b.t. gezondheidseffecten, en er blijven mensen ongerust over deze straling.
In een rapport gepubliceerd op 31 mei 2011 heeft de Wereldgezondheidsorganisatie (WHO) zorgen geuit betreffende de veiligheid van radiogolfstraling en de mogelijke link met hersentumoren (glioom). Deze vorm van straling is dan ook verplaatst naar de categorie "mogelijk kankerverwekkend" (possibly carcinogenic).
Officiële organisaties zoals het BIPT in België controleren de goede werking van de installaties na oplevering of bij klachten. Een attest moet worden afgeleverd dat bevestigt dat de radiozender binnen de stralingsnormen valt. De positie van de antennes (oriëntatie, helling) moet hierbij worden aangepast aan de plaats van de omringende bewoning.

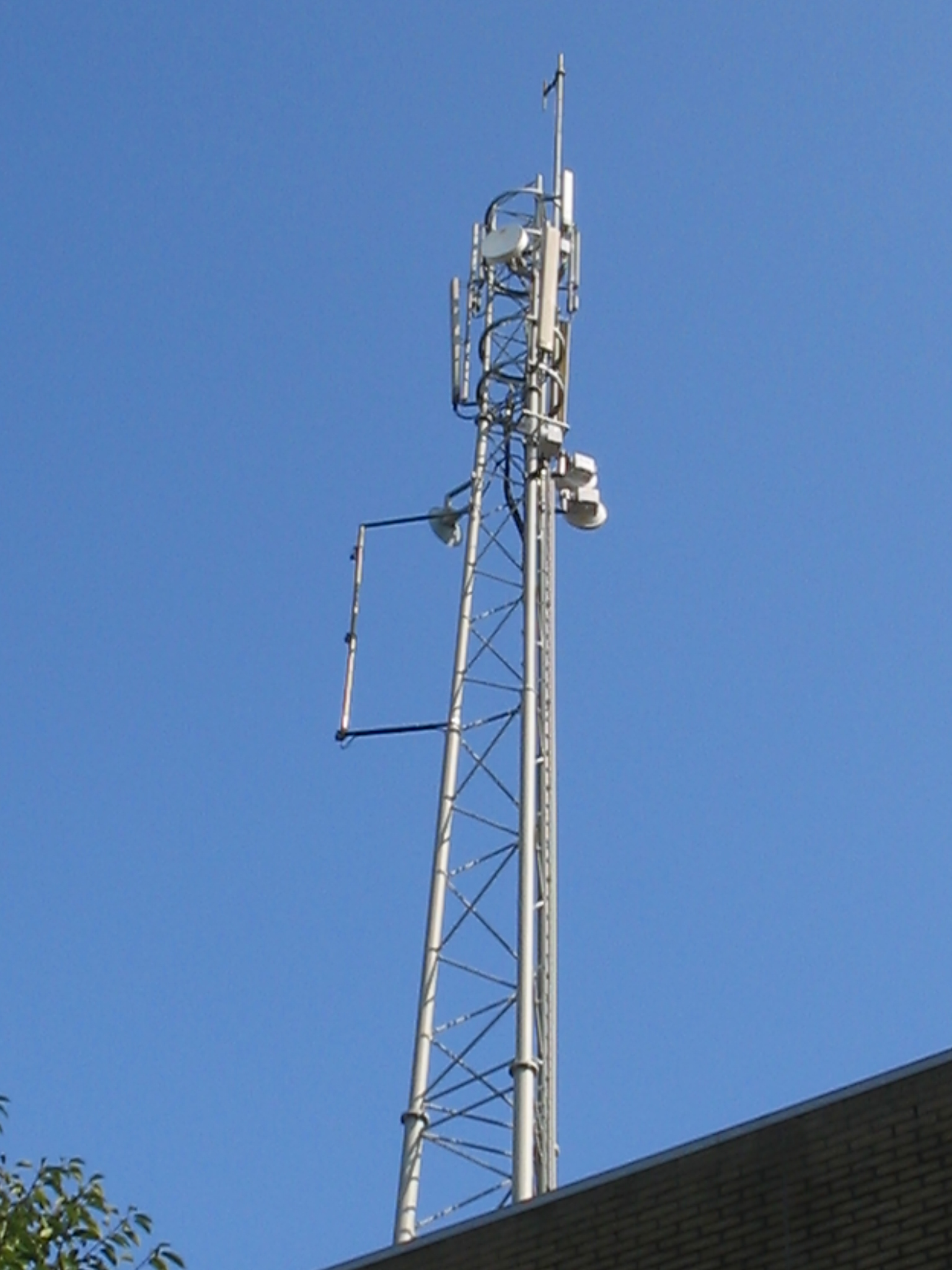
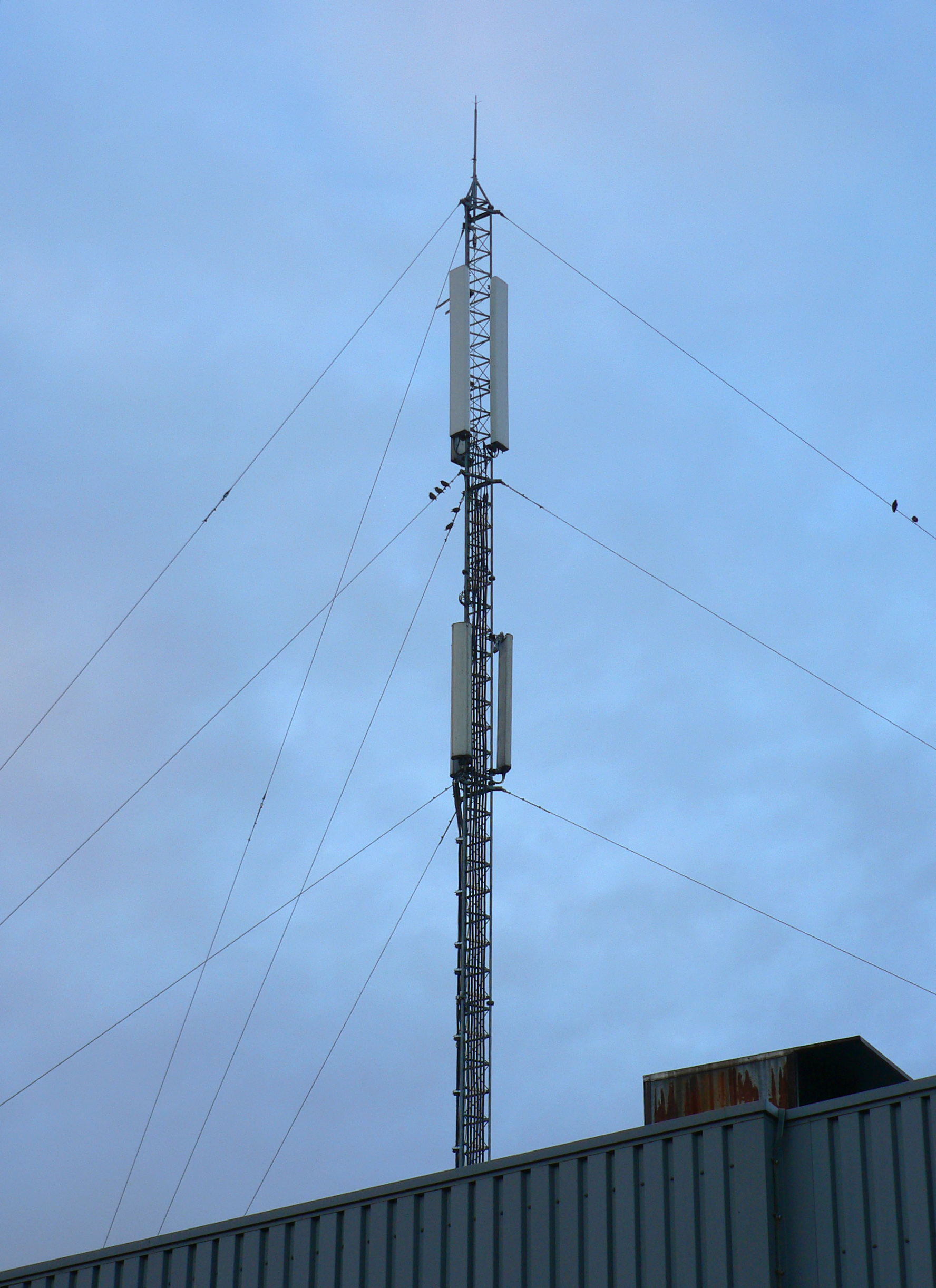
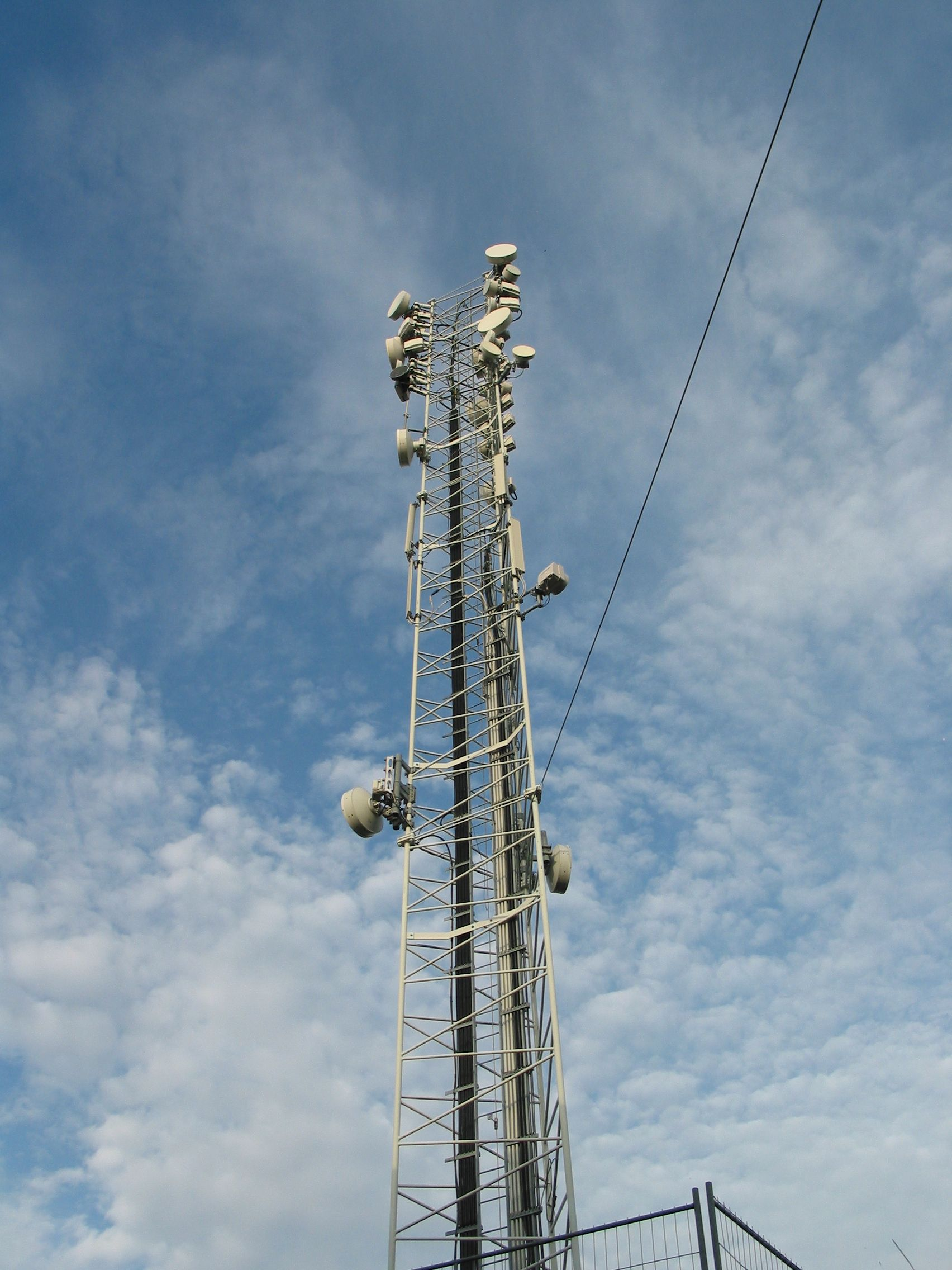
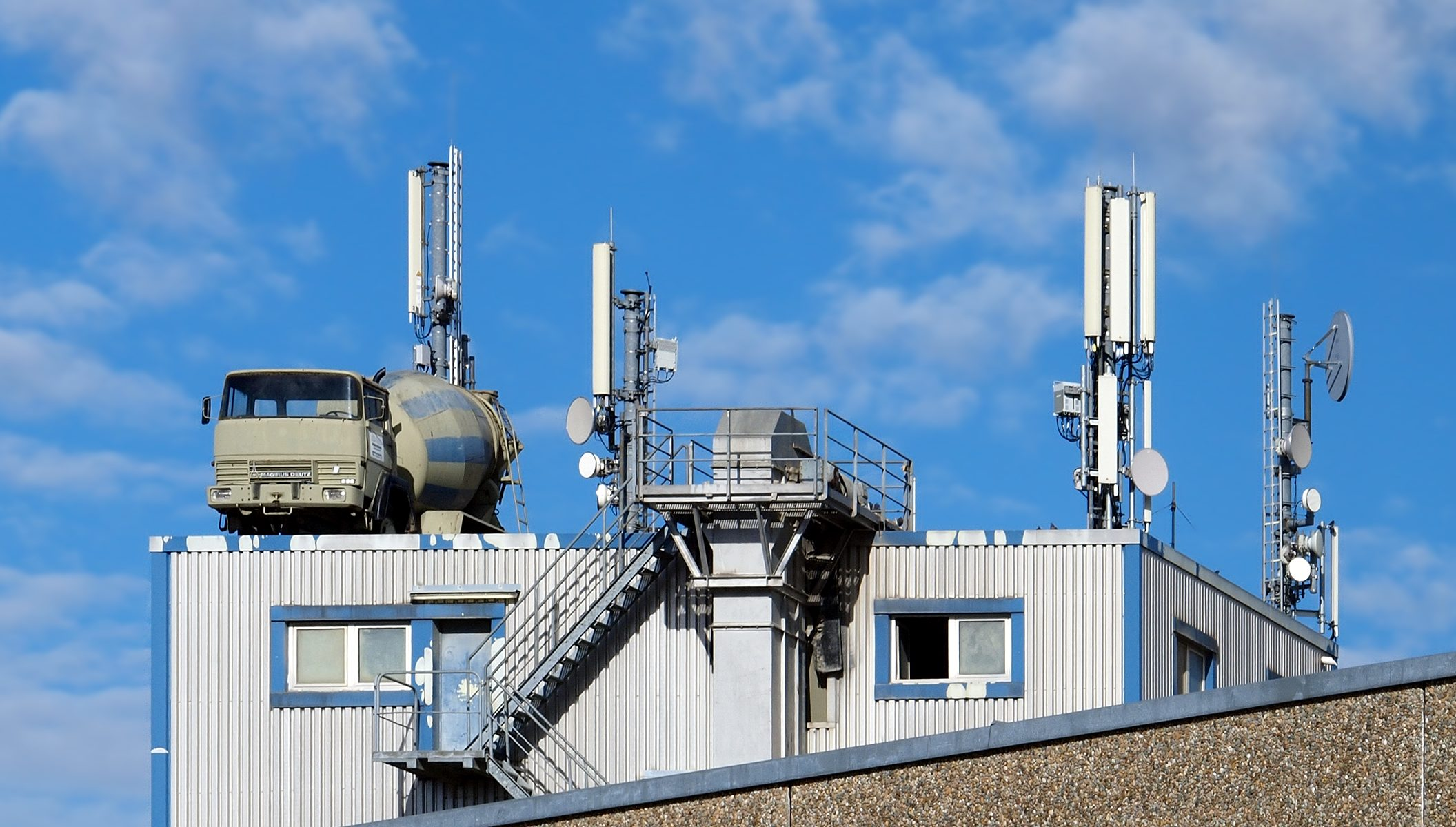
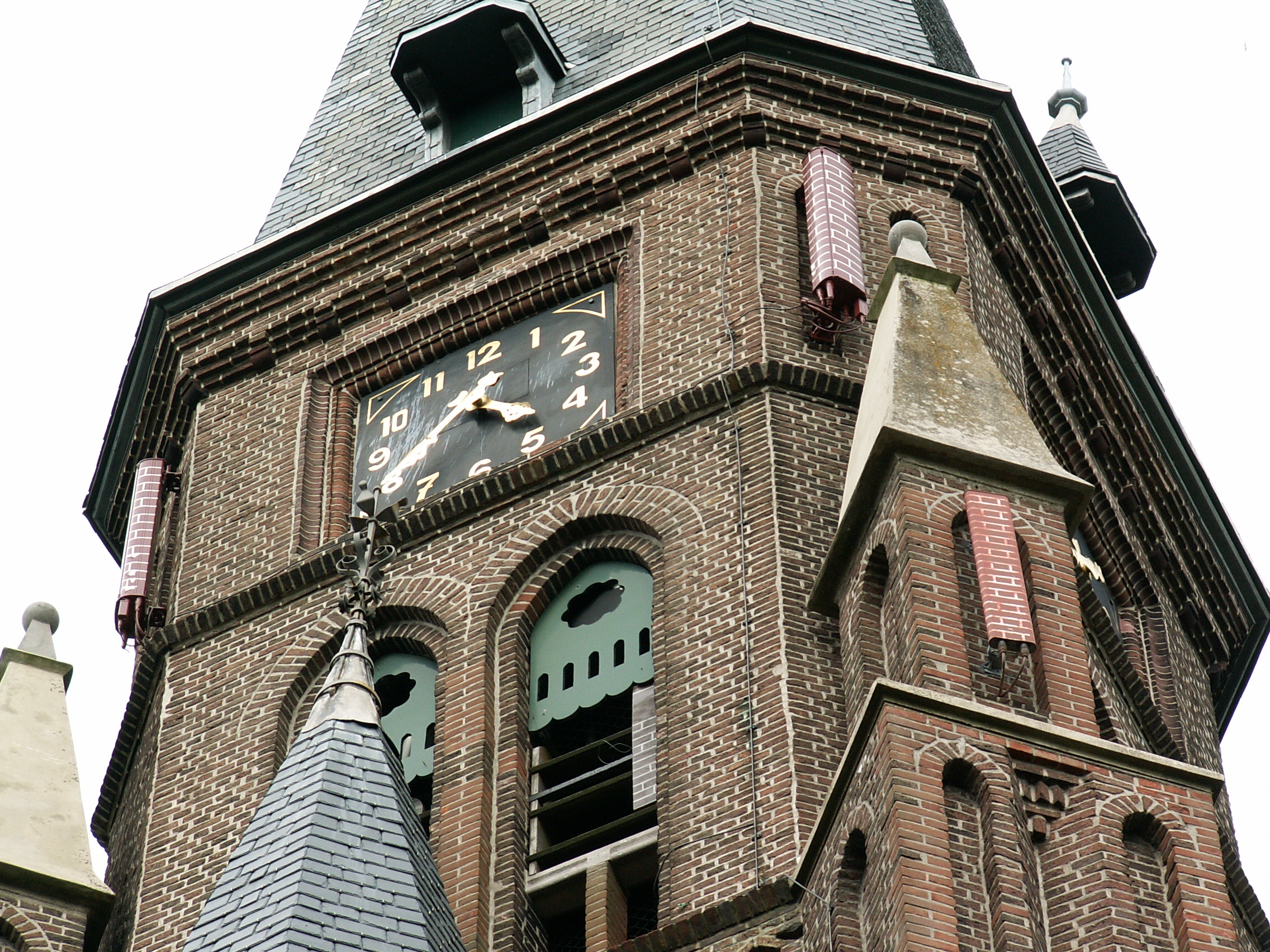